# 科弗特鎮區 (堪薩斯州奧斯伯恩縣)
科弗特鎮區（英語：Covert Township）為美國堪薩斯州奧斯伯恩縣轄下的鎮區。2010年美国人口普查中該鎮區人口有8人。

## 地理
科弗特鎮區涵蓋總面積為92.97平方（35.90平方英里），其中92.81平方（35.83平方英里）為陸地，0.16平方（0.062平方英里）或0.17%為水域。海拔高度587（1,926英尺）。

## 人口統計
根據2010年美國人口普查，科弗特鎮區人口有8人，住房11戶，人口密度為0.08人/每平方公里。此鎮區居民之種族中，白人有8人，非裔美國人有0人，美洲原住民有0人，亞裔美國人有0人，太平洋島裔美國人有0人，其他種族有0人，混血種族則有0人。此外此鎮區有0人為西班牙裔或拉丁裔美國人。